# Bo Stenström
Bo T. Stenström (1937) é um matemático sueco, que trabalha com álgebra de anéis.
É professor da Universidade de Estocolmo.

## Publicações selecionadas
- Rings and Modules of Quotients, Lecture Notes in Mathematics, Springer 1971
- Rings of quotients : an introduction to methods of ring theory, Grundlehren der mathematischen Wissenschaften 217, Springer 1975
- Dynamical systems with a certain local contraction property, Mathematica Scandinavica, Volume 11, 1962, p. 151
- Direct sum decompositions in Grothendieck categories, Arkiv för Matematik, Volume 7, 1968, p. 427–432, Project Euclid
- Pure submodules, Arkiv för Matematik, Volume 7, 1967, p. 159–171
- High submodules and purity, Arkiv för Matematik, Volume 7, 1967, p. 173–176
- Radicals and socles of lattices, Archiv der Mathematik, Volume 20, 1969, p. 258–261